# 甲硅烷
甲硅烷（英語：Silane），也稱甲矽烷、矽甲烷，化学式为SiH4，是一种硅烷；有时也被简称为硅烷（勿混淆）。它的结构与甲烷类似，只是用硅取代了甲烷中的碳。在室温下，硅烷是一种易燃的气体，在空气中，无需外加火源，硅烷就可以自燃。但是有学者认为，硅烷本身是很稳定的，在自然状态下，是以聚合物的状态存在的。在超过420摄氏度的环境下，硅烷会分解成硅和氢，因此硅烷可以被用来以薄膜沉積提纯硅，是半導體工業重要的特用電子級氣體之一。
甲硅烷是在1857年由德国化学家海因里希·布夫（Heinrich Buff）和弗里德里希·維勒（Friedrich Wöhler）通过盐酸和硅化铝反应发现的。

## 制备
工業上，多晶塊狀硅首先在摄氏200度置於流床反應器下化合：硅與通入的氯化氢形成三氯硅烷和氫氣。反應式如下：
{\displaystyle {\ce {Si + 3 HCl -> HSiCl3 + H2}}}
將經過蒸餾純化的三氯化硅置於有催化劑的resinous bed反應器而產生歧化反應，形成硅烷和四氯化硅。反應式如下：
{\displaystyle {\ce {4 HSiCl3 -> SiH4 + 3SiCl4}}}
此反應的催化劑常以金屬鹵化物爲主，尤其是氯化鋁。

## 安全
甲硅烷会在54 °C（129 °F）下自燃。至今已有多起因甲硅烷泄漏导致的燃烧和爆炸引起的伤亡事故。
{\displaystyle {\ce {SiH4 + 2 O2 -> SiO2 + 2 H2O}}}     {\displaystyle \Delta H=-1517{\text{ kJ/mol }}=-47.23{\text{ kJ/g}}}
相较于纯甲硅烷，经非活性气体（如氮气和氩气）稀释的甲硅烷暴露于空气时更容易燃烧，在純氮里只要加入1%的矽烷和就有可能引發爆炸。
和甲烷不同，甲硅烷是剧毒，大鼠暴露于4小时的甲硅烷中的致死剂量（LC50）是0.96%（9,600 ppm）。另外，甲硅烷接触眼睛产生的硅酸会刺激眼睛。

## 延伸阅读
- Haynes, William M. (编).  92nd. CRC Press. 2011. ISBN 978-1439855119.